# Casearia barteri
Casearia barteri é uma espécie de planta da família Salicaceae. Ela pode ser encontrada em Angola, Camarões, República Centro-Africana, República do Congo, na República Democrática do Congo, Costa do Marfim, Guiné Equatorial, Gabão, Gana, Libéria, Nigéria, São Tomé e Príncipe, Serra Leoa e Sudão.